# 양주 나들목
양주 나들목(Yangju IC)은 경기도 양주시 회암동에 설치된 수도권제2순환고속도로의 3번 교차로이다. 2017년 6월 30일에 개통되었다. 본래 2012년 구리포천고속도로 건설 계획 당시에는 없었으나 2014년 말 향후 건설될 수도권제2순환고속도로와 연계를 위해 신설되었다.

## 연혁
- 2014년 12월 24일: 수도권제2순환고속도로 (화도 ~ 포천, 파주 ~ 포천) 구간 노선 접속을 위한 구리포천고속도로 민간투자사업 실시계획 변경으로 인해 양주시 도시계획시설 교통광장에 회암동 일원을 양주 나들목으로 고시[1]
- 2017년 6월 30일: 세종포천고속도로 지선 구간 개통과 함께 영업 개시[2]
- 2021년 9월 7일: 세종포천고속도로 지선에서 수도권제2순환고속도로 구간으로 분리[3]
- 2024년 12월 19일: 법원 나들목 방향 개통

## 구조물 정보
- 위치: 경기도 양주시 회암동
- 영업소: 경기도 양주시 화합로 1561-31

## 접속하는 도로
- 국가지원지방도 제56호선 (화합로)
- 국도 제3호선 (신평화로)